# Hakan Kutlu
Hakan Kutlu (* 14. Januar 1972 in Amasya, Türkei) ist ein ehemaliger türkischer Fußballspieler und heutiger Trainer. Wegen seiner langjährigen Tätigkeit und der errungenen Erfolge für MKE Ankaragücü wird er sehr stark mit diesem Verein assoziiert. Auf Fan- und Vereinsseiten wird er als einer der bedeutendsten Spieler der Klubgeschichte aufgefasst und als Büyük Kaptan (dt.: Großer Kapitän) bezeichnet. Mit 356 Spielen ist er der Spieler mit den meisten Erstligaeinsätzen für Ankaragücü und befindet sich in der Liste der Spieler mit den meisten Süper-Lig-Einsätzen an 50. Stelle. Er spielte seine gesamte Profifußballspielerkarriere für Ankaragücü und übernahm auch zweimal den Posten des Cheftrainers.

## Vereinskarriere
Kutlu spielte während seiner gesamten Karriere für MKE Ankaragücü. Für die Blau-Gelben bestritt der Abwehrspieler in 14 Jahren 357 Spiele und erzielte sechs Tore.

## Trainerkarriere
Kutlu übernahm unmittelbar nach seinem Karriereende im Oktober 2007 den Posten als Chef-Trainer bei MKE Ankaragücü. Er war der Nachfolger von Hans-Peter Briegel. Kutlu beendete die Saison mit seiner Mannschaft auf dem 8. Platz. Die Saison 2008/09 war für den jungen Trainer eine chaotische Spielzeit. Er wurde am 19. Oktober 2008 nach einer 3:0-Niederlage gegen Sivasspor entlassen. Er kehrte noch in derselben Spielzeit im Januar 2009 zurück auf die Trainerbank von Ankaragücü. Kutlu wurde ein zweites Mal nach einer Niederlage gegen Kayserispor am 21. März 2009 entlassen.
Kutlu wurde innerhalb einer Spielzeit vom selben Klub zweimal entlassen. In der Saison 2009/10 war Kutlu ab dem 11. Spieltag Trainer bei Denizlispor. Er schaffte es nicht, mit der Mannschaft den Klassenerhalt zu sichern, und man stieg in die 2. Liga ab. Er wurde entlassen und übernahm zur neuen Saison Manisaspor. Bei Manisaspor blieb er lediglich die ersten vier Spieltage lang. Nach vier Niederlagen in vier Partien musste er seinen Platz räumen.
Kutlu kehrte erst zur Saison 2011/12 zurück auf die Trainerbank. Sein neuer Arbeitgeber ist zum dritten Mal MKE Ankaragücü. Von Dezember 2011 bis Juli 2012 war Kutlu dort tätig und trat dann nach Differenzen mit der Vereinsführung von seinem Amt zurück. Später wurde Yılmaz Özlem als sein Nachfolger vorgestellt.
Zum 25. Spieltag der Spielzeit 2012/13 übernahm er beim stark abstiegsbedrohten Erstligisten Mersin İdman Yurdu und ersetzte den früheren Trainer Giray Bulak. Mit seiner Mannschaft konnte er zwar den Abstieg zwar nicht verhindern, jedoch gelang es ihm positive Akzente zu setzen. So entschied der Verein nach Saisonende mit Kutlu auch in der 2. Liga weiterzuarbeiten. Im März 2014 wurde er von seinem Amt als Cheftrainer entlassen und durch Yılmaz Vural ersetzt. Vural führte die Mannschaft bis ins Finale der Playoffs und trat anschließend überraschend von seinem Amt zurück. Um seiner alten Mannschaft zu helfen übernahm Kutlu für nur das Playoff-Finale das Traineramt. Im Finale besiegte seine Mannschaft Samsunspor und erreichte damit den direkten Wiederaufstieg. Nach dem Aufstieg bekräftigte Kutlu seine Absicht den Verein nicht weiter trainieren zu wollen.
Ende Oktober 2014 übernahm er den Zweitligisten Gaziantep Büyükşehir Belediyespor. Nach der Begegnung des 13. Spieltages der Saison 2015/16 löste Kutlu nach gegenseitigem Einvernehmen mit seinem Verein seinen Vertrag auf und verließ den Verein.

## Erfolge

### Als Trainer
Mit Mersin İdman Yurdu
- Playoff-Sieger der TFF 1. Lig und Aufstieg in die Süper Lig: 2013/14